# Carl Ulrik Broocman
Carl Ulrik Broocman, född 1 mars 1783 i Gävle, död 11 mars 1812, var en svensk skolman och pedagog, den som förde Heinrich Pestalozzis och Joseph Lancasters pedagogik till Sverige, och drev postumt genom sitt inflytande igenom allmän undervisning för folket genom folkskolans införande.

## Biografi
Carl Ulrik Broocman föddes i Gävle som son till assessor Fredrik Ulrik Broocman och Margareta Katarina Bade. Han blev student vid universitetet i Uppsala 1799 och fil.mag. 1803. Med understöd av ett litet stipendium anträdde han 1804 en resa i pedagogiskt syfte till Danmark och Tyskland, varunder han i Stralsund kom i beröring med Gustav IV Adolf, som beredde honom medel att utsträcka resan även till Schweiz. Längsta tiden, närmare ett halft år, uppehöll sig Broocman i Halle, främst för att under överkonsistorialrådet August Hermann Niemeyers ledning studera pedagogik och metodik. 
Med särskilt intresse ägnade Broocman jämväl sin uppmärksamhet åt Pestalozzis nya metod, vilken han studerade såväl vid det 1805 i Dessau (under ledning av Ludwig Heinrich Ferdinand Olivier och Ernst Gotthelf Albrecht Tillich) inrättade institutet och hos professor Christian Gotthilf Salzmann i Schnepfenthal vid Waltershausen som hos Pestalozzi själv i Yverdon. Men även gymnasier, borgar- och industriskolor, fattigskolor, barnhus, lantbruksskolor med fler uppsöktes och studerades; ej heller försummade Broocman att ta kännedom om Nürnbergs alltmera ökade tillverkning av undervisningsmateriel. 
Återkommen till Sverige i slutet av 1805, avgav Broocman till kanslersgillet en utförlig reseberättelse, vilken han sedan i omarbetat skick utgav delvis med understöd av statsmedel under titeln Berättelse om Tysklands undervisningsverk ifrån dess äldsta intill närvarande tider (2 delar, 1807-08). En annan frukt av Broocmans studier och iakttagelser under hans utländska resa var en 1807 författad, 1811 tryckt skrift om fattiga barns uppfostran och undervisning på landet, vilken blev prisbelönt av Örebro läns hushållningssällskap. 
Flera smärre minnen från samma resa meddelade Broocman i den av honom i sex häften 1810-12 utgivna pedagogiska tidskriften Magasin för föräldrar och lärare. (Sluthäftet, som utkom först efter hans död, innehåller en minnesteckning, vilken är huvudkällan för vår kunskap om hans levnad.) Magasin för föräldrar och lärare var Sveriges första pedagogiska tidskrift. Broocman introducerade där den så kallade växelundervisningsmetoden, som utarbetats av Joseph Lancaster, vilket sedermera ledde till att flera så kallade Lancasterskolor inrättades i hela landet. Under sitt korta liv skaffade han sådant inflytande, att han brukar anföras som den som drev igenom allmän folkundervisning och folkuppfostran i Sverige.
Men Broocman var inte bara pedagogisk skriftställare, utan också praktisk skolman. 1806 uppgjorde han en plan till en "offentlig stadsskola i Stockholm för bemedlade mäns söner", en så kallad realskola, men denna plan synes ha strandat under cirkulationen bland medlemmarna av Stockholms stads konsistorium, vars utlåtande kanslersgillet infordrat. Därtill bidrog sannolikt att Broocman samma år av konsistorium förordnades till vikarierande rektor vid tyska nationallyceum, vilket han själv under fyra år tillhört såsom lärjunge, och där han sedermera efter vartannat utsågs till subrektor (1809) och konrektor (1811). Samtidigt därmed tjänstgjorde Broocman även såsom extra kanslist i kanslersgillet, där han särskilt bearbetade de av gillet infordrade uppgifter om läroverkens tillstånd (flera uppsatser härom förekommer i Broocmans förut omnämnda Magasin). 1811 tillerkände Svenska akademien honom lundbladska priset. 
Emellertid angreps den verksamme mannen i slutet av 1810 av en sjukdom, som 11 mars 1812 lade honom i graven, kort efter att han, ännu inte 29 år, mottagit kungens kallelse till ledamot av den samma år tillsatta uppfostringskommittén - en icke ringa utmärkelse, då endast två av kommitténs 14 medlemmar var skolman. Att man även inom nämnda kommitté betraktade Broocmans död som en kännbar förlust framgår av den av riddarhussekreteraren Gustaf Abraham Silverstolpe på kommitténs uppdrag 1813 utarbetade berättelse om dess arbeten, vari yttras att "hvarje redlig svensk beklagar bortgången af subrektor (o. konrektor) Broocman såsom en af kunskapernas sanne kännare och nitälskare". Anders Fryxell kallar Broocman "vår odödlige Broocman", särskilt med anledning av hans skrift Om uppfostran till patriotism. Säkert är att Broocman intar ett hedersrum bland svenska skolman. 
Broocman förespråkade en grundlig reform av det svenska undervisningsväsendet. Vad han därvid företrädesvis åstundade finner man av följande uttalande av honom i en ansökan till kungen: "Sveriges undervisningsverk saknar /.../ i synnerhet de rätt bildande metoderna, särskilda borgare- och industriskolor, seminarier för skollärare af alla slag, riktigt, bestämda gränser för den skolastiska och akademiska undervisningen, sammanhängande och noga på hvarandra beräknade läroböcker, ett eget afseende på de olika landskapernas behof o.s.v. Det tarfvas sålunda en grundlig förbättring, om det skall kunna bilda svenska folket till allt stort och ädelt, hvartill det är bestämdt af naturen."